# Courantyne
Courantyne, također poznata kao Corentyne i Corantijn (Nizozemski izgovor: [ˌkoːrɑnˈtɛin]), rijeka je u sjevernoj Južnoj Americi u Surinamu, na granici s Gvajanom. To je najduža rijeka u zemlji, a njena lijeva obala čini granicu između Surinama i regije East Berbice-Corentyne u Gvajani.
Njegovi veći pritoci su Kutari, Coeroeni, Nieuwe Rivier i Zombie Creek, a u Surinamu Kabalebo, Lucie, Sipaliwini i Kutari.

## Tok rijeke
Rijeka teče kroz ekoregiju Gvajanskih vlažnih šuma. Izvire u gorju Acarai i teče prema sjeveru preko Boven (Gornjeg) Courantynea, koji prati granicu između Gvajane i Surinama u dužini od 724 km. Ulijeva se u Atlantski ocean blizu Corrivertona u Gvajani i Nieuw Nickerieja u Surinamu. Trajektna linija prometuje između ova dva grada. Planirana je izgradnja mosta, kojeg bi trebala izgraditi tvrtka China Road and Bridge Corporation.
Mali oceanski brodovi mogu ploviti rijekom oko 120 km do Apoere u Surinamu.

## Slapovi
Slapovi Wonotobo, Frederik Willem IV i kralj Edward VI  nalaze se na rijeci Courantyne. Ostali slapovi uključuju Barrington Brown, Drios i Maopityan.

## Teritorijalni spor
Između gornjeg toka Courantynea, gornjeg Courantynea, rijeka Coeroeni i Koetari nalazi se sporno područje Tigri na koje polažu pravo i Surinam i Gvajana. Granica između Gvajane i Surinama je obala rijeke Gvajane (zapadna obala rijeke), Surinam je smatrao lijevu obalu Courantynea granicom, ali Gvajana to osporava i smatra središte rijeke granicom, na temelju doktrine Thalwega. Ovaj sukob, koji se rasplamsava od kolonijalnog doba, riješen je 2007. godine presudom Haaškog arbitražnog suda, kojom se granica između Gvajane i Surinama utvrđuje na lijevoj obali rijeke, a riječno vodno tijelo pripada Surinamu. Sud koji je 2007. godine definirao pomorsku granicu između Surinama i Gvajane potvrdio je suverenitet Surinama nad cijelom širinom rijeke Courantyne. Surinam ima kontrolu nad svim brodskim prometom od ušća Courantynea.

## Vanjske poveznice
|  | Zajednički poslužitelj ima još gradiva o temi Courantyne |